# Commandement militaire de la présidence de la République française
Le commandement militaire est un service de la présidence de la République française créé en 1848 pour assurer diverses missions nécessaires à son bon fonctionnement, en particulier la sécurisation des enceintes et annexes de l'Élysée.
Le commandement militaire est une structure différente de l'état-major particulier de la présidence de la République, lequel est placé directement auprès du président afin de lui fournir un conseil dans la conduite des affaires militaires stratégiques et opérationnelles (le président étant, au titre de la Constitution, le chef des armées), et d'assurer l'interface avec les forces armées.
Depuis le 1er mai 2019, le commandement militaire est, avec le GSPR, une des deux composantes de la Direction de la sécurité de la Présidence de la République.

## Missions
Le commandement militaire du palais de l'Élysée assure de nombreuses missions :
- le contrôle des accès et la sécurité du palais de l'Élysée et dans les autres résidences présidentielles (avec le soutien des compagnies d'honneur) ;
- la sécurité rapprochée du président de la République et de sa famille à l'intérieur des résidences présidentielles — à l'extérieur de celles-ci, c'est le Groupe de sécurité de la présidence de la République (GSPR), composé à parité de policiers du Service de la protection (SDLP) et de gendarmes du Groupe d'intervention de la Gendarmerie nationale (GIGN), qui en est chargé ;
- l'accueil et l'introduction des visiteurs du président ;
- la gestion et l'entretien du parc automobile de la présidence ;
- le transport automobile du président, de sa famille et de ses collaborateurs ;
- l'acheminement des courriers officiels du président ;
- la prévention incendie et le secours aux personnes.

## Organisation
Dirigé par un officier supérieur de gendarmerie, le commandement militaire du palais de l'Élysée comprend un certain nombre de services : contrôle des entrées, dessin/impression, huissiers, estafettes, prévention incendie, régulation transport, atelier automobile, etc.
Il comprend également les équipes de sécurité rapprochée responsables de la protection du chef de l'État et ses proches à l'intérieur des enceintes relevant de la présidence de la République.
Le commandant militaire du palais travaille étroitement avec le directeur de cabinet du président de la République.
Depuis 2019, le commandant militaire est également directeur de la sécurité de la présidence de la République, et supervise à ce titre le Groupe de sécurité de la présidence de la République (GSPR) qui relève de la protection rapprochée du président.

## Effectifs
Le commandement militaire du palais de l'Élysée s'appuie sur les 250 gendarmes de la Compagnie de sécurité de la présidence de la République (CSPR), mise à disposition par le premier régiment d'infanterie de la Garde républicaine.
Le service de la prévention incendie est quant à lui constitué par un détachement des sapeurs-pompiers de Paris.

## Commandants
- 1860 - 1870: Colonel  (CR) Jacques Grifton.
- 1879 - 1887: Colonel Auguste Cance.
- 1894 - 1905: Chef d'escadron Achille Bouchez.
- 1905-1906: Capitaine Marius Brione.
- 1906-1912: Chef d'escadron Delphin Jacquillat.
- 1913 - 1914: Colonel Louis Jouffroy.
- 1915 - 1918: Colonel Verdini.
- 1919 - 1944: Colonel (CR à compter de 1933) Gaston Brosse.
- 10 août 1944 - 8 janvier 1959: Colonel Marc Audoui.
- 8 janvier 1959 - 1er août 1963: Général Robert-Pol Dupuy.
- 1er août 1963 - 17 janvier 1971: Général Ernest Laurent.
- 17 janvier 1971 - 3 juillet 1976: Général Jehan Pinart.
- 3 juillet 1976 - 3 juillet 1980: Général Pierre de Larochelambert.
- 3 juillet 1980 - 13 septembre 1982: Général Armand Wautrin.
- 1er septembre 1982 - 1er novembre 1986: Général Jacques Hérisson.
- 1er novembre 1986 - 1er novembre 1989: Général Michel Jeanjean.
- 1er novembre 1989 - 1er juillet 1992: Général Francis Avrial.
- 1er juillet 1992 - 15 septembre 1997: Colonel Jacky Chapel.
- 15 septembre 1997 - 15 juillet 2000: Général Robert Pigeyre.
- 15 juillet 2000 - 31 décembre 2002: Général Jean Pierre Vincent.
- 1er janvier 2003 - 1er juillet 2004: Général Loic Cormier.
- 12 juillet 2004 - 31 juillet 2008: Colonel Pierre Sauvegrain[4]
- 1er août 2008 - 1er mai 2009 : Colonel Pascal Champion[5]
- 1er mai 2009 - 1er septembre 2012 : Lieutenant-colonel James Soulabail[6]
- 5 octobre 2012 - 31 août 2019 : Général Éric Bio-Farina[7]
- 6 mai 2019 : Général de brigade Éric Bio-Farina (nommé directeur de la sécurité de la présidence de la République et maintenu dans ses fonctions de commandant militaire)[8]
- 1er septembre 2019 - 22 juillet 2021 : Général Benoît Ferrand, directeur de la sécurité de la présidence de la République[9]
- 22 juillet 2021:Commissaire divisionnaire Georges Salinas, directeur de la sécurité de la Présidence de la République
- 22 juillet 2021-4 juillet 2022: Colonel Grégoire Demézon, directeur adjoint de la sécurité de la Présidence de la République[10],[11],[12]
- 4 juillet 2022: Colonel Guillaume CHANTEREAU, directeur adjoint de la sécurité de la Présidence de la République